# Tetrarch (char)
Le Light Tank Mk VII, Tetrarch I était un char conçu par les Britanniques au cours de la Seconde Guerre mondiale. Prévu initialement comme blindé de reconnaissance, il fut par la suite transformé en blindé aéro-transportable.

## Design et développement
Le premier prototype de Tetrarch (appelé PR Tank ou Purdah) fut réalisé par la société Vickers-Armstrongs en 1938. Le véhicule fut approuvé par l’armée et fut commandé dès 1940 afin de combler le vide créé par la faible qualité des chars légers disponibles au début de la guerre.
La production de ce char fut relancée en 1941, après l’adoption de celui-ci par les forces aéroportées, car il était suffisamment léger pour être déployé par air via les planeurs lourds Hamilcar afin de fournir un appui blindé aux troupes de parachutistes. Le surnom de Tetrarch (Tétrarque) fut donné en 1943.
Le dispositif le plus intéressant du Tetrarch était sa commande de direction de dérapage unique qui fonctionnait grâce au mouvement latéral des roues qui cintraient les chenilles. Pour diriger le véhicule, le conducteur freinait une chenille, comme tout autre engin chenillé.
La tourelle de ce char fut aussi placée sur le Daimler Armoured Car, un véhicule de combat sur roues.

## Utilisation au combat
Lors de l'opération Ironclad durant la bataille de Madagascar en 1942, six chars Tetrach de l'escadron C de la 1re division blindée ainsi que six Valentine furent déployés lors de l'assaut du port d'Antsiranana. La prise du port fut un succès mais au prix fort de quatre Valentine et de trois Tetrach détruits par des canons de 75 de Vichy.
Le régiment parachutiste blindé de reconnaissance (Airborne Armoured Reconnaissance Regiment) de la 6e division parachutiste britannique (6th Airborne Division), a atterri avec des Tetrarch au bord de l’Orne dans des planeurs Hamilcar au cours de l’opération Overlord le 6 juin 1944 au matin.
Certains Tetrarch participèrent à la traversée du Rhin le 24 mars 1945.
20 Tetrarch furent livrés à l’Union soviétique dans le cadre de la loi prêt-bail. Livrés depuis l'Iran fin décembre 1941, ils furent d'abord utilisés par le 21e régiment de chars d'entraînement en 1942. En janvier 1943, les Tetrach furent versés dans le 151e brigade de char de la 47e armée où ils participèrent aux combats du front transcaucasien près de la rivière Abin[réf. souhaitée]. Quittant la 151e brigade en mars 1942, les dix Tetrach survivants participèrent ensuite à un assaut amphibie à Novorossiïsk en 1943.

## Variantes
- Tetrarch I CS

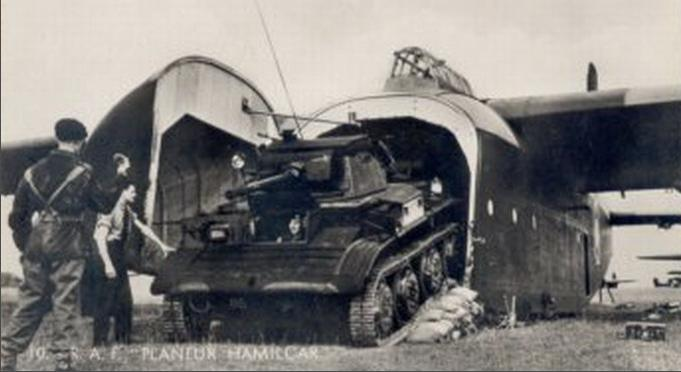
Un char Tetrach sortant d'un planeur Hamilcar, probablement en Normandie en 1944 près du pont Pégase.

  - Version Combat Support armée d’un obusier de 3-inch (76 mm).
- Tetrarch DD
  - Un Tetrarch fut équipé d'une hélice marine propulsive et d’écrans pliants de flottaison en toile en juin 1941 à Brent Reservoir. L'essai fut un succès et le système Duplex Drive de Straussler fut adopté afin d’équiper, par la suite, les versions amphibies des Valentine et des Sherman, qui seront utilisés notamment lors de l’opération Overlord.

## Char comparable
- char M22 Locust